# Ligue professionnelle féminine de hockey sur gazon 2020-2021
Navigation
2019 2021-2022
La Ligue professionnelle féminine de hockey sur gazon 2020-2021 est la deuxième saison de la ligue professionnelle et la cinquième édition de la série de la ligue des équipes nationales. Le tournoi a débuté le 11 janvier 2020 et devrait se terminer le 27 juin 2021.

## Changement de format
Pour cette édition, le principe domicile et extérieur est conservé mais ce principe sera travaillé en déplacements réduits. L'équipe A accueillera l'équipe B deux fois en quelques jours.
La phase finale ne se déroulera pas cette édition en raison de la proximité temporelle avec les Jeux olympiques d'été de 2020.
Si l'un des deux matchs joués entre deux équipes est annulé, le vainqueur de l'autre match recevra le double des points dont 6 pour une victoire, 2 pour un match nul, 2 bonus pour les shoots-outs et aucun pour une défaite.

## Interruption à cause de la pandémie de Covid-19
En raison de la pandémie de Covid-19 en Chine, la FIH a décidé le 28 janvier 2020 de reporter les deux matchs entre la Chine et la Belgique initialement prévus le 8 et 9 février 2020.
Pour le reste des matchs à venir en Chine, la FIH a surveillé l'évolution de la situation étroitement et suit les recommandations de l'Organisation Mondiale de la Santé en appliquant le 7 février 2020 les mêmes mesures pour les deux matchs face à l'Australie initialement prévus le 14 et 15 mars 2020, en attendant, il a été évalué la possibilité pour la Chine pour jouer ces derniers et leurs autres matchs en attente dans d'autres lieux.
À la suite de la pandémie de Covid-19 en Europe, la Fédération australienne de hockey sur gazon a décidé de suspendre tous les voyages internationaux pour ses équipes nationales jusqu'à nouvel ordre le 7 mars 2020 en reportant leurs quatre matchs dont deux contre l'Allemagne et deux contre les Pays-Bas initialement prévus du 21 au 29 mars 2020.
Deux jours plus tard le 9 mars 2020, la Fédération néo-zélandaise de hockey sur gazon a pris les mêmes décisions en reportant leurs quatre matchs dont deux face aux Pays-Bas et deux face à l'Allemagne initialement prévus du 19 au 29 mars 2020.
Une fois la pandémie déclarée, la FIH et toutes les neuf associations nationales féminines impliquées dans la compétition ont décidé de la suspendre jusqu'au 15 avril 2020. En outre, il a été convenu que la compétition actuelle est maintenue, aucun match ne sera joué après les Jeux olympiques d'été de 2020 et en fonction de l'évolution de la situation et des décisions des autorités publiques, chaque match pouvant être organisé entre fin avril et avant les Jeux olympiques d'été de 2020 pourra donc se jouer.
Six jours plus tard le 19 mars 2020, la FIH a annoncé que le report se prolonge jusqu'au 17 mai 2020.
Le 24 avril 2020, la FIH a annoncé que le report se prolonge jusqu'en juin 2021.
Le 9 juillet 2020, la FIH a confirmé la programmation de la suite de la deuxième édition de la compétition, normalement prolongée jusqu'en juin 2021 la reprise se déroulera du 22 septembre 2020 au 30 mai 2021.
Le 5 novembre 2020, en raison des réglementations de voyages en vigueur en Allemagne, en Chine et en Belgique, la FIH a confirmé le report des matchs suivants:
- Grande-Bretagne - Allemagne (initialement prévus les 14 et 15 novembre 2020)
- Chine - Belgique (initialement prévus les 23 et 24 janvier 2021)

Le 12 mars 2021, la FIH confirme que les prochains matchs Argentine - Allemagne auront bien lieu aux dates initialement prévues (les 3, 4, respectivement). Mais reporte les autres matchs du mois d'avril en raison des réglementations de voyages internationaux en vigueur en Australie, en Nouvelle-Zélande et en Chine ainsi qu'une impossibilité d'accueil d'équipes nationales aux États-Unis.
Le 7 avril 2021, la FIH a annoncé que 9 autres matchs féminins sont confirmés à ce stade jusqu’à la fin du mois de mai, tous ces matches se joueront en Europe. Les autres matchs qui impliquent l'Australie, la Nouvelle-Zélande et la Chine sont reportés en raison des restrictions de voyages internationaux actuellement en vigueur dans ces pays, en raison de la pandémie de Covid-19.
Le 21 avril 2021, l'Australie et la Nouvelle-Zélande poursuivent leurs efforts afin de trouver une date pour leurs confrontations à la suite de l’annonce d’une possible bulle de voyage entre les 2 nations.
Le 30 avril 2021, étant donné que tous les matches ne doivent pas être joués avant la fin de la saison, le classement final sera déterminé par un pourcentage de points au lieu du total des points.
Le 11 mai 2021, la FIH, l'Australie et la Nouvelle-Zélande ont annoncé que les matchs entre les deux pays étant reportés en raison de la pandémie de Covid-19, se joueront les 26, 27 juin 2021 à Perth, en Australie.
Le 15 mai 2021, les matchs entre la Belgique et l'Argentine, initialement prévus les 22, 23 mai 2021 ont été reportés dû aux restrictions de voyage en vigueur actuellement aux Pays-Bas. Malgré tous les efforts déployés pour trouver d’autres vols, aucune solution n’a pu être trouvée.
Le 28 mai 2021, la FIH proclame les Pays-Bas champions professionnels en confirmant les matchs Belgique - Pays-Bas (respectivement le 30 mai 2021) à Anvers en Belgique et Australie - Nouvelle-Zélande (respectivement les 26, 27 juin 2021) Perth, en Australie et en annulant tous les autres en raison de la crise sanitaire.

## Participants
Neuf équipes vont terminer dans un tournoi toutes rondes qui va être joué à partir du 11 janvier 2020 jusqu'au 30 mai 2021. Les nations participantes se sont qualifiées sur la base de leur classement final de la compétition 2019.
- Pays-Bas
- Australie
- Allemagne
- Argentine
- Belgique
- Nouvelle-Zélande
- Chine
- Grande-Bretagne
- États-Unis

## Lieux de réception
Voici les 12 lieux nommés par la Fédération internationale de hockey sur gazon:
- Wagener Stadium, Amsterdam: Pays-Bas - Grande-Bretagne - Allemagne
- Sydney Olympic Park, Sydney: Australie - Belgique - Grande-Bretagne
- Perth Hockey Stadium, Perth: Australie - Argentine - Nouvelle-Zélande
- CeNARD, Buenos Aires: Argentine - États-Unis - Pays-Bas - Allemagne
- Düsseldorf Hockey-Club 1905, Düsseldorf: Allemagne - Belgique
- Lee Valley Hockey & Tennis Centre, Londres: Grande-Bretagne - Allemagne - États-Unis
- North Harbour Hockey Stadium, Auckland: Nouvelle-Zélande - Belgique - Grande-Bretagne
- Nga Puna Wai Hockey Stadium, Christchurch: Nouvelle-Zélande - États-Unis - Argentine
- Wujin Hockey Stadium, Changzhou: Chine - Pays-Bas
- Royal Uccle Sport Hockey-Tennis, Bruxelles: Belgique - Grande-Bretagne - Pays-Bas
- Wilrijkse Plein, Anvers: Belgique - États-Unis - Pays-Bas
- Karen Shelton Stadium, Chapel Hill: États-Unis - Pays-Bas

## Classement
| Rang               | Équipe           | J  | V | N | SO | P | BP | BC | Diff | Pts | %     |
| ------------------ | ---------------- | -- | - | - | -- | - | -- | -- | ---- | --- | ----- |
| Médaille d'or      | Pays-Bas         | 12 | 9 | 1 | 1  | 1 | 35 | 7  | +28  | 32  | 88.89 |
| Médaille d'argent  | Argentine        | 10 | 5 | 2 | 2  | 3 | 24 | 15 | +9   | 19  | 63.33 |
| Médaille de bronze | Grande-Bretagne  | 12 | 5 | 3 | 2  | 3 | 24 | 14 | +10  | 20  | 55.56 |
| 4                  | Allemagne        | 8  | 4 | 1 | 0  | 3 | 12 | 11 | +1   | 13  | 54.17 |
| 5                  | Australie        | 8  | 2 | 3 | 1  | 2 | 11 | 12 | -1   | 13  | 54.17 |
| 6                  | Nouvelle-Zélande | 10 | 4 | 3 | 1  | 3 | 22 | 19 | +3   | 16  | 53.33 |
| 7                  | Belgique         | 12 | 3 | 3 | 1  | 6 | 19 | 25 | -6   | 13  | 36.11 |
| 8                  | Chine            | 2  | 0 | 0 | 0  | 2 | 2  | 7  | -5   | 0   | 0.00  |
| 9                  | États-Unis       | 10 | 0 | 0 | 0  | 9 | 7  | 46 | -39  | 0   | 0.00  |

En cas d'égalité de points de plusieurs équipes à l'issue des matchs de poule, les critères suivants sont appliqués dans l'ordre indiqué pour établir leur classement:
1. Pourcentage de chaque équipe,
2. Matchs gagnés,
3. Différence de buts,
4. Buts pour,
5. Plus grand nombre de points obtenus dans les matchs de poule disputés entre les équipes concernées,
6. Buts marqués en plein jeu.

Toutes les heures correspondent aux heures locales.

## Liste des rencontres
| Match 1               | (10) Chine | 0 - 3   | Pays-Bas (1)                | Wujin Hockey Stadium, Changzhou                                          |                                                                          |
| 11 janvier 2020 14h00 |            | (0 - 1) | 8e, 40e Zerbo · 31e Leurink | Arbitrage : Kang Hyun Young Junko Wagatsuma Arbitre vidéo : Amber Church | Arbitrage : Kang Hyun Young Junko Wagatsuma Arbitre vidéo : Amber Church |
| 11 janvier 2020 14h00 | Rapport    |         |                             | Arbitrage : Kang Hyun Young Junko Wagatsuma Arbitre vidéo : Amber Church | Arbitrage : Kang Hyun Young Junko Wagatsuma Arbitre vidéo : Amber Church |

| Match 2               | (10) Chine          | 2 - 4   | Pays-Bas (1)                                      | Wujin Hockey Stadium, Changzhou                                          |                                                                          |
| 12 janvier 2020 14h00 | Peng 30e · Chen 54e | (1 - 2) | 6e Nunnink · 23e Keetels · 36e Welten · 47e Matla | Arbitrage : Amber Church Kang Hyun Young Arbitre vidéo : Junko Wagatsuma | Arbitrage : Amber Church Kang Hyun Young Arbitre vidéo : Junko Wagatsuma |
| 12 janvier 2020 14h00 | Rapport             |         |                                                   | Arbitrage : Amber Church Kang Hyun Young Arbitre vidéo : Junko Wagatsuma | Arbitrage : Amber Church Kang Hyun Young Arbitre vidéo : Junko Wagatsuma |

| Match 8               | (2) Australie                             | 3 - 3             | Belgique (12)                            | Sydney Olympic Park, Sydney                                            |                                                                        |
| 25 janvier 2020 16h00 | Malone 21e · Bone 59e · Commerford 60e    | (1 - 0)           | 33e Versavel · 45e Englebert · 55e Nelen | Arbitrage : Amber Church Michelle Joubert Arbitre vidéo : Simon Taylor | Arbitrage : Amber Church Michelle Joubert Arbitre vidéo : Simon Taylor |
| 25 janvier 2020 16h00 | Rapport                                   |                   |                                          | Arbitrage : Amber Church Michelle Joubert Arbitre vidéo : Simon Taylor | Arbitrage : Amber Church Michelle Joubert Arbitre vidéo : Simon Taylor |
| 25 janvier 2020 16h00 | Peris · Nobbs · Malone · Lawton · Claxton | Tirs au but 4 - 2 | Ballenghien · Rasir · Raye · Englebert   | Arbitrage : Amber Church Michelle Joubert Arbitre vidéo : Simon Taylor | Arbitrage : Amber Church Michelle Joubert Arbitre vidéo : Simon Taylor |

| Match 10              | (13) États-Unis | 0 - 9   | Pays-Bas (1)                                                                       | Karen Shelton Stadium, Chapel Hill                                          |                                                                             |
| 26 janvier 2020 14h00 |                 | (0 - 2) | 6e, 43e, 53e Albers · 22e Matla · 40e, 50e, 55e Welten · 56e Zerbo · 59e Verschoor | Arbitrage : Irene Presenqui Catalina Montesino Arbitre vidéo : Alison Keogh | Arbitrage : Irene Presenqui Catalina Montesino Arbitre vidéo : Alison Keogh |
| 26 janvier 2020 14h00 | Rapport         |         |                                                                                    | Arbitrage : Irene Presenqui Catalina Montesino Arbitre vidéo : Alison Keogh | Arbitrage : Irene Presenqui Catalina Montesino Arbitre vidéo : Alison Keogh |

| Match 11 | (2) Australie                     | 1 - 1             | Belgique (12)                                    | Sydney Olympic Park, Sydney                                            |                                                                        |
| 15h00    | Nance 45e                         | (0 - 0)           | 47e Duquesne                                     | Arbitrage : Amber Church Michelle Joubert Arbitre vidéo : Raghu Prasad | Arbitrage : Amber Church Michelle Joubert Arbitre vidéo : Raghu Prasad |
| 15h00    | Rapport                           |                   |                                                  | Arbitrage : Amber Church Michelle Joubert Arbitre vidéo : Raghu Prasad | Arbitrage : Amber Church Michelle Joubert Arbitre vidéo : Raghu Prasad |
| 15h00    | Stewart · Nance · Kershaw · Kenny | Tirs au but 1 - 3 | Versavel · Ballenghien · Raye · Duquesne · Nelen | Arbitrage : Amber Church Michelle Joubert Arbitre vidéo : Raghu Prasad | Arbitrage : Amber Church Michelle Joubert Arbitre vidéo : Raghu Prasad |

| Match 16               | (6) Nouvelle-Zélande | 1 - 2   | Belgique (12)              | North Harbour Hockey Stadium, Auckland                                |                                                                       |
| 1er février 2020 17h00 | McCaw 17e            | (1 - 1) | 2e Ballenghien · 51e Weyns | Arbitrage : Steve Rogers Wanri Venter Arbitre vidéo : Aleisha Neumann | Arbitrage : Steve Rogers Wanri Venter Arbitre vidéo : Aleisha Neumann |
| 1er février 2020 17h00 | Rapport              |         |                            | Arbitrage : Steve Rogers Wanri Venter Arbitre vidéo : Aleisha Neumann | Arbitrage : Steve Rogers Wanri Venter Arbitre vidéo : Aleisha Neumann |

| Match 17 | (2) Australie             | 2 - 1   | Grande-Bretagne (5) | Sydney Olympic Park, Sydney                                      |                                                                  |
| 18h30    | Kershaw 26e · Stewart 60e | (1 - 1) | 18e Robertson       | Arbitrage : Kelly Hudson Emi Yamada Arbitre vidéo : Javed Shaikh | Arbitrage : Kelly Hudson Emi Yamada Arbitre vidéo : Javed Shaikh |
| 18h30    | Rapport                   |         |                     | Arbitrage : Kelly Hudson Emi Yamada Arbitre vidéo : Javed Shaikh | Arbitrage : Kelly Hudson Emi Yamada Arbitre vidéo : Javed Shaikh |

| Match 19             | (7) Nouvelle-Zélande     | 4 - 1   | Belgique (9) | North Harbour Hockey Stadium, Auckland                               |                                                                      |
| 2 février 2020 15h00 | Merry 31e, 35e, 51e, 55e | (0 - 1) | 7e Raye      | Arbitrage : Aleisha Neumann Wanri Venter Arbitre vidéo : Adam Kearns | Arbitrage : Aleisha Neumann Wanri Venter Arbitre vidéo : Adam Kearns |
| 2 février 2020 15h00 | Rapport                  |         |              | Arbitrage : Aleisha Neumann Wanri Venter Arbitre vidéo : Adam Kearns | Arbitrage : Aleisha Neumann Wanri Venter Arbitre vidéo : Adam Kearns |

| Match 23             | (3) Argentine                                                                        | 6 - 2   | États-Unis (13)        | CeNARD, Buenos Aires                                                          |                                                                               |
| 7 février 2020 18h00 | Jankunas 3e · Merino 23e · Gorzelany 33e · Luchetti 37e · Sánchez 57e · Rebecchi 60e | (2 - 1) | 24e Hoffman · 50e West | Arbitrage : Catalina Montesino Ayanna McClean Arbitre vidéo : Federico Garcia | Arbitrage : Catalina Montesino Ayanna McClean Arbitre vidéo : Federico Garcia |
| 7 février 2020 18h00 | Rapport                                                                              |         |                        | Arbitrage : Catalina Montesino Ayanna McClean Arbitre vidéo : Federico Garcia | Arbitrage : Catalina Montesino Ayanna McClean Arbitre vidéo : Federico Garcia |

| Match 28             | (3) Argentine                                                       | 6 - 1   | États-Unis (14) | CeNARD, Buenos Aires                                                     |                                                                          |
| 8 février 2020 18h00 | Gorzelany 1e · Merino 8e, 60e · Rebecchi 13e · Barrionuevo 40e, 53e | (3 - 1) | 28e West        | Arbitrage : Catalina Montesino Ayanna McClean Arbitre vidéo : Bruce Bale | Arbitrage : Catalina Montesino Ayanna McClean Arbitre vidéo : Bruce Bale |
| 8 février 2020 18h00 | Rapport                                                             |         |                 | Arbitrage : Catalina Montesino Ayanna McClean Arbitre vidéo : Bruce Bale | Arbitrage : Catalina Montesino Ayanna McClean Arbitre vidéo : Bruce Bale |

| Match 29 | (6) Nouvelle-Zélande | 0 - 3   | Grande-Bretagne (5)                   | North Harbour Hockey Stadium, Auckland                                   |                                                                          |
| 19h30    |                      | (0 - 2) | 9e Howard · 21e Watson · 50e McCallin | Arbitrage : Aleisha Neumann Irene Presenqui Arbitre vidéo : Steve Rogers | Arbitrage : Aleisha Neumann Irene Presenqui Arbitre vidéo : Steve Rogers |
| 19h30    | Rapport              |         |                                       | Arbitrage : Aleisha Neumann Irene Presenqui Arbitre vidéo : Steve Rogers | Arbitrage : Aleisha Neumann Irene Presenqui Arbitre vidéo : Steve Rogers |

| Match 34             | (7) Nouvelle-Zélande                                       | 2 - 2             | Grande-Bretagne (5)                                   | North Harbour Hockey Stadium, Auckland                                    |                                                                           |
| 9 février 2020 17h30 | Shannon 28e, 53e                                           | (1 - 0)           | 38e Toman · 42e Balsdon                               | Arbitrage : Aleisha Neumann Irene Presenqui Arbitre vidéo : Lim Hong-Zhen | Arbitrage : Aleisha Neumann Irene Presenqui Arbitre vidéo : Lim Hong-Zhen |
| 9 février 2020 17h30 | Rapport                                                    |                   |                                                       | Arbitrage : Aleisha Neumann Irene Presenqui Arbitre vidéo : Lim Hong-Zhen | Arbitrage : Aleisha Neumann Irene Presenqui Arbitre vidéo : Lim Hong-Zhen |
| 9 février 2020 17h30 | Shannon · Charlton · Merry · Ralph · Michelsen · Michelsen | Tirs au but 4 - 5 | Howard · Owsley · Martin · Robertson · Toman · Howard | Arbitrage : Aleisha Neumann Irene Presenqui Arbitre vidéo : Lim Hong-Zhen | Arbitrage : Aleisha Neumann Irene Presenqui Arbitre vidéo : Lim Hong-Zhen |

| Match 35              | (7) Nouvelle-Zélande                  | 3 - 1   | États-Unis (14) | Nga Puna Wai Hockey Stadium, Christchurch                                 |                                                                           |
| 15 février 2020 17h00 | Merry 13e · Shannon 22e · Keddell 33e | (2 - 0) | 44e Campbell    | Arbitrage : Junko Wagatsuma Annelize Rostron Arbitre vidéo : Javed Shaikh | Arbitrage : Junko Wagatsuma Annelize Rostron Arbitre vidéo : Javed Shaikh |
| 15 février 2020 17h00 | Rapport                               |         |                 | Arbitrage : Junko Wagatsuma Annelize Rostron Arbitre vidéo : Javed Shaikh | Arbitrage : Junko Wagatsuma Annelize Rostron Arbitre vidéo : Javed Shaikh |

| Match 38 | (3) Argentine              | 2 - 0   | Pays-Bas (1) | CeNARD, Buenos Aires                                                      |                                                                           |
| 20h30    | Gorzelany 35e · Merino 57e | (0 - 0) |              | Arbitrage : Michelle Meister Maggie Giddens Arbitre vidéo : Jakub Mejzlik | Arbitrage : Michelle Meister Maggie Giddens Arbitre vidéo : Jakub Mejzlik |
| 20h30    | Rapport                    |         |              | Arbitrage : Michelle Meister Maggie Giddens Arbitre vidéo : Jakub Mejzlik | Arbitrage : Michelle Meister Maggie Giddens Arbitre vidéo : Jakub Mejzlik |

| Match 39              | (7) Nouvelle-Zélande                   | 3 - 1   | États-Unis (15) | Nga Puna Wai Hockey Stadium, Christchurch                                |                                                                          |
| 16 février 2020 15h00 | Merry 16e · Michelsen 38e · Jaques 54e | (1 - 0) | 47e Grega       | Arbitrage : Junko Wagatsuma Annelize Rostron Arbitre vidéo : Adam Kearns | Arbitrage : Junko Wagatsuma Annelize Rostron Arbitre vidéo : Adam Kearns |
| 16 février 2020 15h00 | Rapport                                |         |                 | Arbitrage : Junko Wagatsuma Annelize Rostron Arbitre vidéo : Adam Kearns | Arbitrage : Junko Wagatsuma Annelize Rostron Arbitre vidéo : Adam Kearns |

| Match 42 | (2) Argentine | 1 - 3   | Pays-Bas (1)                         | CeNARD, Buenos Aires                                                     |                                                                          |
| 20h30    | Gorzelany 18e | (1 - 1) | 30e Matla · 42e Jansen · 60e Fortuin | Arbitrage : Michelle Meister Maggie Giddens Arbitre vidéo : Steve Rogers | Arbitrage : Michelle Meister Maggie Giddens Arbitre vidéo : Steve Rogers |
| 20h30    | Rapport       |         |                                      | Arbitrage : Michelle Meister Maggie Giddens Arbitre vidéo : Steve Rogers | Arbitrage : Michelle Meister Maggie Giddens Arbitre vidéo : Steve Rogers |

| Match 46              | (7) Nouvelle-Zélande               | 1 - 1             | Argentine (2)                                           | Nga Puna Wai Hockey Stadium, Christchurch                                |                                                                          |
| 28 février 2020 20h00 | Ralph 19e                          | (1 - 0)           | 37e Albertarrio                                         | Arbitrage : Aleisha Neumann Junko Wagatsuma Arbitre vidéo : Peter Wright | Arbitrage : Aleisha Neumann Junko Wagatsuma Arbitre vidéo : Peter Wright |
| 28 février 2020 20h00 | Rapport                            |                   |                                                         | Arbitrage : Aleisha Neumann Junko Wagatsuma Arbitre vidéo : Peter Wright | Arbitrage : Aleisha Neumann Junko Wagatsuma Arbitre vidéo : Peter Wright |
| 28 février 2020 20h00 | Shannon · Charlton · Merry · Ralph | Tirs au but 1 - 3 | Jankunas · Miranda · Albertarrio · M. Granatto · Jardel | Arbitrage : Aleisha Neumann Junko Wagatsuma Arbitre vidéo : Peter Wright | Arbitrage : Aleisha Neumann Junko Wagatsuma Arbitre vidéo : Peter Wright |

| Match 48            | (7) Nouvelle-Zélande                | 5 - 3   | Argentine (2)                        | Nga Puna Wai Hockey Stadium, Christchurch                                |                                                                          |
| 1er mars 2020 17h30 | Merry 3e, 11e, 13e, 54e · Ralph 47e | (3 - 1) | 26e, 31e M. Granatto · 48e Gorzelany | Arbitrage : Aleisha Neumann Junko Wagatsuma Arbitre vidéo : Steve Rogers | Arbitrage : Aleisha Neumann Junko Wagatsuma Arbitre vidéo : Steve Rogers |
| 1er mars 2020 17h30 | Rapport                             |         |                                      | Arbitrage : Aleisha Neumann Junko Wagatsuma Arbitre vidéo : Steve Rogers | Arbitrage : Aleisha Neumann Junko Wagatsuma Arbitre vidéo : Steve Rogers |

| Match 49          | (2) Australie | 0 - 2   | Argentine (3)                | Perth Hockey Stadium, Perth                                        |                                                                    |
| 6 mars 2020 18h00 |               | (0 - 1) | 14e Jankunas · 48e Gorzelany | Arbitrage : Amber Church Kelly Hudson Arbitre vidéo : Peter Wright | Arbitrage : Amber Church Kelly Hudson Arbitre vidéo : Peter Wright |
| 6 mars 2020 18h00 | Rapport       |         |                              | Arbitrage : Amber Church Kelly Hudson Arbitre vidéo : Peter Wright | Arbitrage : Amber Church Kelly Hudson Arbitre vidéo : Peter Wright |

| Match 51          | (3) Australie | 0 - 2   | Argentine (2)                   | Perth Hockey Stadium, Perth                                             |                                                                         |
| 7 mars 2020 16h00 |               | (0 - 1) | 25e V. Granatto · 59e Toccalino | Arbitrage : Amber Church Kelly Hudson Arbitre vidéo : Gareth Greenfield | Arbitrage : Amber Church Kelly Hudson Arbitre vidéo : Gareth Greenfield |
| 7 mars 2020 16h00 | Rapport       |         |                                 | Arbitrage : Amber Church Kelly Hudson Arbitre vidéo : Gareth Greenfield | Arbitrage : Amber Church Kelly Hudson Arbitre vidéo : Gareth Greenfield |

| Match 54                | (4) Allemagne          | 2 - 0   | Belgique (11) | Düsseldorf Hockey Club 1905, Düsseldorf                              |                                                                      |
| 22 septembre 2020 15h30 | Heyn 36e · Micheel 47e | (0 - 0) |               | Arbitrage : Alison Keogh Sarah Wilson Arbitre vidéo : Marcin Grochal | Arbitrage : Alison Keogh Sarah Wilson Arbitre vidéo : Marcin Grochal |
| 22 septembre 2020 15h30 | Rapport                |         |               | Arbitrage : Alison Keogh Sarah Wilson Arbitre vidéo : Marcin Grochal | Arbitrage : Alison Keogh Sarah Wilson Arbitre vidéo : Marcin Grochal |

| Match 55                | (3) Allemagne                       | 3 - 1   | Belgique (11)   | Düsseldorf Hockey Club 1905, Düsseldorf                             |                                                                     |
| 23 septembre 2020 15h30 | Gablac 24e · Pieper 33e · Grote 46e | (1 - 1) | 21e Ballenghien | Arbitrage : Alison Keogh Sarah Wilson Arbitre vidéo : Martin Madden | Arbitrage : Alison Keogh Sarah Wilson Arbitre vidéo : Martin Madden |
| 23 septembre 2020 15h30 | Rapport                             |         |                 | Arbitrage : Alison Keogh Sarah Wilson Arbitre vidéo : Martin Madden | Arbitrage : Alison Keogh Sarah Wilson Arbitre vidéo : Martin Madden |

| Match 57              | (1) Pays-Bas                             | 1 - 1             | Grande-Bretagne (5)              | Wagener Stadium, Amsterdam                                                          |                                                                                     |
| 27 octobre 2020 16h30 | Dicke 2e                                 | (1 - 0)           | 43e Hunter                       | Arbitrage : Jonas van 't Hek Céline Martin-Schmets Arbitre vidéo : Laurine Delforge | Arbitrage : Jonas van 't Hek Céline Martin-Schmets Arbitre vidéo : Laurine Delforge |
| 27 octobre 2020 16h30 | Rapport                                  |                   |                                  | Arbitrage : Jonas van 't Hek Céline Martin-Schmets Arbitre vidéo : Laurine Delforge | Arbitrage : Jonas van 't Hek Céline Martin-Schmets Arbitre vidéo : Laurine Delforge |
| 27 octobre 2020 16h30 | Sanders · De Waard · Welten · Van Geffen | Tirs au but 3 - 1 | Rayer · Howard · Owsley · Petter | Arbitrage : Jonas van 't Hek Céline Martin-Schmets Arbitre vidéo : Laurine Delforge | Arbitrage : Jonas van 't Hek Céline Martin-Schmets Arbitre vidéo : Laurine Delforge |

| Match 59              | (1) Pays-Bas                                | 3 - 0   | Grande-Bretagne (5) | Wagener Stadium, Amsterdam                                                        |                                                                                   |
| 29 octobre 2020 16h30 | Van Maasakker 2e · Matla 26e · De Goede 46e | (2 - 0) |                     | Arbitrage : Coen van Bunge Céline Martin-Schmets Arbitre vidéo : Laurine Delforge | Arbitrage : Coen van Bunge Céline Martin-Schmets Arbitre vidéo : Laurine Delforge |
| 29 octobre 2020 16h30 | Rapport                                     |         |                     | Arbitrage : Coen van Bunge Céline Martin-Schmets Arbitre vidéo : Laurine Delforge | Arbitrage : Coen van Bunge Céline Martin-Schmets Arbitre vidéo : Laurine Delforge |

| Match 61              | (12) Belgique                             | 1 - 1             | Grande-Bretagne (5)                 | Royal Uccle Sport, Bruxelles                                                        |                                                                                     |
| 31 octobre 2020 14h00 | Duquesne 30e                              | (1 - 1)           | 11e Jones                           | Arbitrage : Céline Martin-Schmets Jonas van 't Hek Arbitre vidéo : Laurine Delforge | Arbitrage : Céline Martin-Schmets Jonas van 't Hek Arbitre vidéo : Laurine Delforge |
| 31 octobre 2020 14h00 | Rapport                                   |                   |                                     | Arbitrage : Céline Martin-Schmets Jonas van 't Hek Arbitre vidéo : Laurine Delforge | Arbitrage : Céline Martin-Schmets Jonas van 't Hek Arbitre vidéo : Laurine Delforge |
| 31 octobre 2020 14h00 | Versavel · Vanden Borre · Duquesne · Raye | Tirs au but 1 - 3 | Owsley · Toman · Robertson · Howard | Arbitrage : Céline Martin-Schmets Jonas van 't Hek Arbitre vidéo : Laurine Delforge | Arbitrage : Céline Martin-Schmets Jonas van 't Hek Arbitre vidéo : Laurine Delforge |

| Match 63                | (12) Belgique | 1 - 2   | Grande-Bretagne (5)        | Royal Uccle Sport, Bruxelles                                                      |                                                                                   |
| 1er novembre 2020 14h00 | Nelen 16e     | (1 - 1) | 14e Owsley · 45e Robertson | Arbitrage : Céline Martin-Schmets Coen van Bunge Arbitre vidéo : Laurine Delforge | Arbitrage : Céline Martin-Schmets Coen van Bunge Arbitre vidéo : Laurine Delforge |
| 1er novembre 2020 14h00 | Rapport       |         |                            | Arbitrage : Céline Martin-Schmets Coen van Bunge Arbitre vidéo : Laurine Delforge | Arbitrage : Céline Martin-Schmets Coen van Bunge Arbitre vidéo : Laurine Delforge |

| Match 65              | (12) Belgique | 0 - 4   | Pays-Bas (1)                                       | Royal Uccle Sport, Bruxelles                                                        |                                                                                     |
| 4 novembre 2020 15h30 |               | (0 - 1) | 27e Welten · 31e Matla · 36e Stam · 36e Van Geffen | Arbitrage : Céline Martin-Schmets Jonas van 't Hek Arbitre vidéo : Laurine Delforge | Arbitrage : Céline Martin-Schmets Jonas van 't Hek Arbitre vidéo : Laurine Delforge |
| 4 novembre 2020 15h30 | Rapport       |         |                                                    | Arbitrage : Céline Martin-Schmets Jonas van 't Hek Arbitre vidéo : Laurine Delforge | Arbitrage : Céline Martin-Schmets Jonas van 't Hek Arbitre vidéo : Laurine Delforge |

| Match 74          | (1) Pays-Bas                  | 2 - 1   | Allemagne (3) | Wagener Stadium, Amsterdam                                                        |                                                                                   |
| 6 mars 2021 14h00 | Matla 35e · Van den Assem 40e | (0 - 1) | 12e Altenburg | Arbitrage : Jonas van 't Hek Céline Martin-Schmets Arbitre vidéo : Coen van Bunge | Arbitrage : Jonas van 't Hek Céline Martin-Schmets Arbitre vidéo : Coen van Bunge |
| 6 mars 2021 14h00 | Rapport                       |         |               | Arbitrage : Jonas van 't Hek Céline Martin-Schmets Arbitre vidéo : Coen van Bunge | Arbitrage : Jonas van 't Hek Céline Martin-Schmets Arbitre vidéo : Coen van Bunge |

| Match 76          | (1) Pays-Bas               | 3 - 0   | Allemagne (3) | Wagener Stadium, Amsterdam                                                        |                                                                                   |
| 7 mars 2021 14h00 | Dicke 2e · Welten 34e, 36e | (1 - 0) |               | Arbitrage : Coen van Bunge Céline Martin-Schmets Arbitre vidéo : Jonas van 't Hek | Arbitrage : Coen van Bunge Céline Martin-Schmets Arbitre vidéo : Jonas van 't Hek |
| 7 mars 2021 14h00 | Rapport                    |         |               | Arbitrage : Coen van Bunge Céline Martin-Schmets Arbitre vidéo : Jonas van 't Hek | Arbitrage : Coen van Bunge Céline Martin-Schmets Arbitre vidéo : Jonas van 't Hek |

| Match 80           | (2) Argentine                                             | 0 - 0             | Allemagne (3)                                  | CeNARD, Buenos Aires                                                                   |                                                                                        |
| 3 avril 2021 17h00 |                                                           | (0 - 0)           |                                                | Arbitrage : Carolina de la Fuente Irene Presenqui Arbitre vidéo : Germán Montes de Oca | Arbitrage : Carolina de la Fuente Irene Presenqui Arbitre vidéo : Germán Montes de Oca |
| 3 avril 2021 17h00 | Rapport                                                   |                   |                                                | Arbitrage : Carolina de la Fuente Irene Presenqui Arbitre vidéo : Germán Montes de Oca | Arbitrage : Carolina de la Fuente Irene Presenqui Arbitre vidéo : Germán Montes de Oca |
| 3 avril 2021 17h00 | Forcherio · Albertarrio · V. Granatto · Jankunas · Merino | Tirs au but 3 - 2 | Zimmermann · Oruz · Lorenz · Pieper · Maertens | Arbitrage : Carolina de la Fuente Irene Presenqui Arbitre vidéo : Germán Montes de Oca | Arbitrage : Carolina de la Fuente Irene Presenqui Arbitre vidéo : Germán Montes de Oca |

| Match 82           | (2) Argentine | 1 - 3   | Allemagne (4)                             | CeNARD, Buenos Aires                                                           |                                                                                |
| 4 avril 2021 17h00 | Gorzelany 51e | (0 - 2) | 3e Stapenhorst · 24e Heinz · 31e Maertens | Arbitrage : Carolina de la Fuente Irene Presenqui Arbitre vidéo : Diego Barbas | Arbitrage : Carolina de la Fuente Irene Presenqui Arbitre vidéo : Diego Barbas |
| 4 avril 2021 17h00 | Rapport       |         |                                           | Arbitrage : Carolina de la Fuente Irene Presenqui Arbitre vidéo : Diego Barbas | Arbitrage : Carolina de la Fuente Irene Presenqui Arbitre vidéo : Diego Barbas |

| Match 68          | (5) Grande-Bretagne          | 2 - 3   | Allemagne (3)                                 | Lee Valley Hockey & Tennis Centre, Londres                             |                                                                        |
| 12 mai 2021 20h00 | Robertson 11e · Townsend 32e | (1 - 1) | 14e Fleschütz · 41e Micheel · 57e Stapenhorst | Arbitrage : Hannah Harrison Sarah Wilson Arbitre vidéo : Martin Madden | Arbitrage : Hannah Harrison Sarah Wilson Arbitre vidéo : Martin Madden |
| 12 mai 2021 20h00 | Rapport                      |         |                                               | Arbitrage : Hannah Harrison Sarah Wilson Arbitre vidéo : Martin Madden | Arbitrage : Hannah Harrison Sarah Wilson Arbitre vidéo : Martin Madden |

| Match 70          | (5) Grande-Bretagne      | 2 - 0   | Allemagne (3) | Lee Valley Hockey & Tennis Centre, Londres                             |                                                                        |
| 13 mai 2021 20h00 | Toman 23e · Townsend 30e | (2 - 0) |               | Arbitrage : Hannah Harrison Sarah Wilson Arbitre vidéo : Martin Madden | Arbitrage : Hannah Harrison Sarah Wilson Arbitre vidéo : Martin Madden |
| 13 mai 2021 20h00 | Rapport                  |         |               | Arbitrage : Hannah Harrison Sarah Wilson Arbitre vidéo : Martin Madden | Arbitrage : Hannah Harrison Sarah Wilson Arbitre vidéo : Martin Madden |

| Match 107         | (12) Belgique                | 3 - 0   | États-Unis (15) | Wilrijkse Plein, Anvers                                                             |                                                                                     |
| 15 mai 2021 17h30 | Raye 17e, 58e · Duquesne 33e | (1 - 0) |                 | Arbitrage : Laurine Delforge Céline Martin-Schmets Arbitre vidéo : Michelle Meister | Arbitrage : Laurine Delforge Céline Martin-Schmets Arbitre vidéo : Michelle Meister |
| 15 mai 2021 17h30 | Rapport                      |         |                 | Arbitrage : Laurine Delforge Céline Martin-Schmets Arbitre vidéo : Michelle Meister | Arbitrage : Laurine Delforge Céline Martin-Schmets Arbitre vidéo : Michelle Meister |

| Match 108         | (12) Belgique                                                                | 6 - 1   | États-Unis (15) | Wilrijkse Plein, Anvers                                                             |                                                                                     |
| 16 mai 2021 17h30 | Ballenghien 16e, 31e · S. Vanden Borre 23e, 34e · Ikegwuonu 24e · Breyne 35e | (3 - 0) | 54e Gonzales    | Arbitrage : Laurine Delforge Michelle Meister Arbitre vidéo : Céline Martin-Schmets | Arbitrage : Laurine Delforge Michelle Meister Arbitre vidéo : Céline Martin-Schmets |
| 16 mai 2021 17h30 | Rapport                                                                      |         |                 | Arbitrage : Laurine Delforge Michelle Meister Arbitre vidéo : Céline Martin-Schmets | Arbitrage : Laurine Delforge Michelle Meister Arbitre vidéo : Céline Martin-Schmets |

| Match 123         | (5) Grande-Bretagne                                     | 5 - 1   | États-Unis (15) | Lee Valley Hockey & Tennis Centre, Londres                        |                                                                   |
| 22 mai 2021 15h30 | Petter 15e, 30e · Robertson 37e · Toman 41e · Rayer 50e | (2 - 0) | 57e Briddell    | Arbitrage : Alison Keogh Sarah Wilson Arbitre vidéo : Dan Barstow | Arbitrage : Alison Keogh Sarah Wilson Arbitre vidéo : Dan Barstow |
| 22 mai 2021 15h30 | Rapport                                                 |         |                 | Arbitrage : Alison Keogh Sarah Wilson Arbitre vidéo : Dan Barstow | Arbitrage : Alison Keogh Sarah Wilson Arbitre vidéo : Dan Barstow |

| Match 125         | (5) Grande-Bretagne                                             | 5 - 0   | États-Unis (15) | Lee Valley Hockey & Tennis Centre, Londres                            |                                                                       |
| 23 mai 2021 14h30 | Balsdon 2e · Ansley 15e · Evans 16e · Robertson 48e · Jones 52e | (3 - 0) |                 | Arbitrage : Alison Keogh Sarah Wilson Arbitre vidéo : Hannah Harrison | Arbitrage : Alison Keogh Sarah Wilson Arbitre vidéo : Hannah Harrison |
| 23 mai 2021 14h30 | Rapport                                                         |         |                 | Arbitrage : Alison Keogh Sarah Wilson Arbitre vidéo : Hannah Harrison | Arbitrage : Alison Keogh Sarah Wilson Arbitre vidéo : Hannah Harrison |

| Match 143         | (12) Belgique | 0 - 3   | Pays-Bas (1)                               | Wilrijkse Plein, Anvers                                                           |                                                                                   |
| 30 mai 2021 14h00 |               | (0 - 1) | 9e Keetels · 39e Matla · 40e Van Maasakker | Arbitrage : Laurine Delforge Céline Martin-Schmets Arbitre vidéo : Coen van Bunge | Arbitrage : Laurine Delforge Céline Martin-Schmets Arbitre vidéo : Coen van Bunge |
| 30 mai 2021 14h00 | Rapport       |         |                                            | Arbitrage : Laurine Delforge Céline Martin-Schmets Arbitre vidéo : Coen van Bunge | Arbitrage : Laurine Delforge Céline Martin-Schmets Arbitre vidéo : Coen van Bunge |

| Match 94           | (4) Australie                           | 2 - 2             | Nouvelle-Zélande (6)                        | Perth Hockey Stadium, Perth                                           |                                                                       |
| 26 juin 2021 15h00 | Malone 4e · Chalker 5e                  | (2 - 1)           | 11e Michelsen · 36e Ralph                   | Arbitrage : Aleisha Neumann Kelly Hudson Arbitre vidéo : Peter Wright | Arbitrage : Aleisha Neumann Kelly Hudson Arbitre vidéo : Peter Wright |
| 26 juin 2021 15h00 | Rapport                                 |                   |                                             | Arbitrage : Aleisha Neumann Kelly Hudson Arbitre vidéo : Peter Wright | Arbitrage : Aleisha Neumann Kelly Hudson Arbitre vidéo : Peter Wright |
| 26 juin 2021 15h00 | S. Fitzpatrick · Lawton · Nobbs · Peris | Tirs au but 0 - 2 | Shannon · Merry · Keddell · Charlton · King | Arbitrage : Aleisha Neumann Kelly Hudson Arbitre vidéo : Peter Wright | Arbitrage : Aleisha Neumann Kelly Hudson Arbitre vidéo : Peter Wright |

| Match 96           | (4) Australie                                  | 3 - 1   | Nouvelle-Zélande (6) | Perth Hockey Stadium, Perth                                          |                                                                      |
| 27 juin 2021 15h00 | S. Fitzpatrick 16e · Squibb 34e · Williams 57e | (1 - 1) | 4e Merry             | Arbitrage : Aleisha Neumann Kelly Hudson Arbitre vidéo : Adam Kearns | Arbitrage : Aleisha Neumann Kelly Hudson Arbitre vidéo : Adam Kearns |
| 27 juin 2021 15h00 | Rapport                                        |         |                      | Arbitrage : Aleisha Neumann Kelly Hudson Arbitre vidéo : Adam Kearns | Arbitrage : Aleisha Neumann Kelly Hudson Arbitre vidéo : Adam Kearns |